# Deaf Dumb Blind
Deaf Dumb Blind – pierwszy studyjny album rap metalowego zespołu Clawfinger wydany w 1993 roku.

## Lista utworów
1. "Nigger" – 3:47
2. "The Truth" – 4:12
3. "Rosegrove" – 4:02
4. "Don't Get Me Wrong" – 3:12
5. "I Need You" – 4:58
6. "Catch Me" – 4:39
7. "Warfair" – 3:48
8. "Wonderful World" – 2:40
9. "Sad To See Your Sorrow" – 5:18
10. "I Don't Care" – 3:11
11. "Get It" – 4:44
12. "Profit Preacher" – 5:55
13. "Stars & Stripes" – 3:52